# Bernardino Otranto
Padre Bernardino Otranto (Cropalati, 1430 – Napoli, 1520) è stato un monaco cristiano italiano, appartenente alla nobile famiglia Otranto detta Baroncella.

## Biografia
Dopo una vita giovanile spensierata e licenziosa, nei pressi del convento di Spezzano della Sila incontrò san Francesco di Paola, che il santo fece entrare in una cella e ve lo fece rinchiudere. Dopo un po' di tempo Bernardino chiese di essere accolto tra i suoi eremiti. Nonostante la contrarietà della famiglia e l'intervento dei suoi fratelli, che lo ricondussero alla casa paterna, Bernardino ritornò definitivamente a Paola per rivestire il saio dei penitenti, nel 1450.
San Francesco di Paola lo volle sacerdote e lo scelse come suo confessore, conducendolo in seguito con sé alla corte di Francia, ove lo richiamò in un secondo tempo, quando decise di avviare la fondazione del suo primo convento in quella terra. A nome di san Francesco assolse diversi incarichi di fiducia; fu superiore e fondatore di diversi conventi anche in Francia In seguito fu lui a fondare nel 1510 il convento di Cosenza e fu Provinciale della Calabria.
Prima di morire il 2 aprile 1507, san Francesco elesse Bernardino Vicario generale dell'Ordine e quindi suo successore nel governo dello stesso fino alla convocazione del Capitolo generale.
Secondo l'agiografia, ebbe il dono della profezia e previde il giorno della sua morte, avvenuta nel convento di San Luigi in Napoli dopo settanta anni di vita religiosa all'età di circa novant'anni, il 25 ottobre o secondo altra datazione meno accreditata, il 25 dicembre 1520.